# Ki-Yang-Yang
Ki-Yang-Yang war eine Bewegung junger Balanta-Frauen in Guinea-Bissau. Ende der 1980er Jahre gegründet, setzte sie sich für die Stärkung der Frauenrechte ein und stellte die mächtige Stellung der Dorfältesten in Frage. 
Gleichzeitig demonstrierte Ki-Yang-Yang als eine von mehreren autonomen Bewegungen auf Lokalebene die Schwäche des von João Bernardo Vieira autoritär geführten Staates. In den 1990ern erlebte die Bewegung ihren Niedergang.